# Hellin Auvinen-Salmi
Hellin Auvinen-Salmi (13 de marzo de 1911-21 de abril de 1997) fue una actriz y directora teatral finlandesa.

## Biografía
Su verdadero nombre era Hellin Heino, y nació en Kajaani, Finlandia.
Antes de la Segunda Guerra Mundial, Auvinen-Salmi actuó en teatros de Kuopio, Mikkeli, Lohja y Helsinki, y en 1942–1945 en Víborg. Fue también directora teatral, trabajando como tal desde 1948 en Kuusankoski, Varkaus y Valkeakoski hasta su jubilación en 1970.
Auvinen-Salmi actuó también para el cine y la televisión, participando en las series Metsolat, con el papel de Maria Leppävaaraa, y Reinikainen, en la cual encarnaba a la madre de Reinikainen, Lempiä. 
Hellin Auvinen-Salmi falleció en Valkeakoski, Finlandia, en el año 1997. Había estado casada entre 1929 y 1944 con el actor Vilho Auvinen, con el cual tuvo un hijo, el actor y director Vili Auvinen. Se casó nuevamente en 1947, siendo su segundo esposo el actor Veikko Salmi.

## Filmografía (selección)

### Cine
- 1969 : Tehtaan varjossa
- 1970 : Takiaispallo
- 1980 : Milka – elokuva tabuista

### Televisión
- 1970-1974 : Pertsa ja Kilu (serie)
- 1974 : Sujut (telefilm)
- 1983 : Reinikainen (serie)
- 1987 : Niskavuoren nuori emäntä (telefilm)
- 1989 : Terveysasema (miniserie
- 1993 : Metsolat (serie)
- 1993 : Umpijäässä (telefilm)
- 1995 : Taikapeili (serie)